# カイハラ (お笑い芸人)
カイハラ（1977年10月5日 - ）は、日本の元お笑い芸人（ピン芸人）。本名、貝原 恵美（かいはら えみ）。女性。岡山県出身。ワタナベエンターテインメントに所属していた。

## 来歴・人物
- 芸人になる前は、天然石を扱う雑貨店の店長を務めていたことがあった。
- 25歳の時に『何かやらなければ』と思い、芸人としての活動を開始し、その後デビューする。
- かつては「ハッスルモンキー」というコンビで活動。2005年10月に解散、以後はピン芸人として活動。
- 『恋のから騒ぎ』（日本テレビ）のオーディションを受けたことがあったが、合格することは無かった。本人曰く、その『恋のから騒ぎ』の出演メンバーの脚の見せ方が気になって不満を持っているということで、『一旦、股を大きく開いてから脚を組み直す』などの自分流の脚の組み方も芸に取り入れていた。
- 同じ事務所の先輩のにしおかすみことは、『よがってんじゃないよ〜!』（GyaOジョッキー）で、にしおかの暴走を止める役になったりツッコミ役をやったりするなど共演する機会も多いほか、プライベートでも友人であり、『カイプー』と呼ばれている。
- 芸人の活動をする傍ら、エステティシャンの仕事もしていた。
- 2009年頃芸人を引退。アリケン（2010年1月30日）において、芸人牧野ステテコと同居しており、天然石の販売に戻っていたことが放送された[1]。

## 芸風
- 『ミス・アンラッキー』 - スクール水着を着て王冠を被り、マントを羽織って『ミス・アンラッキー』と書かれたたすきを掛けたという姿で、観客にネタを振って不幸自慢合戦を行うというもの。客からどんな答えが返ってきても『でもこの不幸勝負……勝った!』と言い、その後にもっと自虐的な不幸ネタを言うという落ちのパターン。『エンタの神様』や、2008年の『R-1ぐらんぷり』などではこのキャラクターを演じた。
- 『いないいない、いた。いい女』という振りから始まる、『いい女を目指そうと、ちょっとだけ○○○してみたが、ほとんど×××（いい女になりきれない）』というネタは、椅子に座りながら演じることが多く、ブリッジに『ちょっとだけよ～』というセリフを、腰を使ったアクションを付けながら入れる。このネタでは、衣装はドレス姿で、杉本彩を意識したキャラクターということになっている。
- その他、主な一発ギャグには
  - 『ない、ない、ない、ない、生きる支えが無い!』
  - 『右よし! 左よし! 私まだ生きてよし!』
  - 『あなた～とわた～しの～地獄絵図!』などの歌ネタ
  - モーグルの振り真似
  - 前髪を捲り上げて、ロナウジーニョの顔真似

などがあった。

## 出演
- エンタの神様 （日本テレビ）

キャッチコピーは『不幸自慢のグランプリ』（初出演時）→『不幸自慢のクイーン』（出演2回目から）。2007年7月28日、2009年（2月21日、5月16日、6月26日、8月8日、8月22日）の6回出演。
- モクスペ・勝手に秋祭り!芸能人の恥ずかし映像100連発 （日本テレビ、2007年11月1日）

にしおかすみこのドッキリ企画の仕掛け人として出演。
- 踊る!さんま御殿!! （日本テレビ、2008年4月15日）

『有名人の先輩・後輩同士』ということで、にしおかすみこと共演。
- にしおかすみこのよがってんじゃないよ〜! （GyaOジョッキー）

レギュラー出演、チャット係も務める。
- おネエ★MANS（日本テレビ、2008年7月8日）
- アリケン（テレビ東京、2010年1月30日） - 引退後。本名で出演